# Cá phèn sọc đen
Cá phèn sọc đen (Danh pháp khoa học: Upeneus tragula) là loài cá phèn trong họ Mullidae phân bố ở Ấn Độ Dương, Indonesia, Phillippin, Châu Đại dương, Nhật Bản, Trung Quốc, Việt Nam. Tên thường gọi tiếng Anh: Darkband goatfish, Goatfish. Tên gọi thị trường Pháp: Rouget-Barbet, Goatfish 

## Đặc điểm
Thân cá dài, dẹp bên. Kích cỡ khai thác 150 – 200 mm, có thể đạt 280 mm. Đầu dẹp bên. Mắt nằm ở phía trên trục thân. Cằm có 2 râu ngắn, mảnh. Viền sau nắp mang trơn. Răng mọc thành đai trên 2 hàm, xương lá mía và xương khẩu cái. Cuống đuôi tương đối cao, bằng 1/9 lần chiều dài thân. Có 2 vây lưng, giữa vây lưng thứ nhất và vây lưng thứ hai có 4 hàng vảy. Điểm cuối của vây lưng thứ hai cách gốc vây đuôi 10 hàng vảy.
Đầu và lưng có màu nâu, bụng màu trắng. Bên thân có một sọc màu đỏ sẫm chạy từ mõm, qua mắt, đến vây đuôi. Phần lưng có các chấm màu đỏ xếp thành hàng. Hai vây lưng trắng, có các sọc màu đỏ hoặc màu nâu. Vây đuôi màu trắng. Phần lưng có các chấm màu đỏ xếp thành hàng. Hai vây lưng màu trắng, có các sọc màu đỏ hoạc màu nâu. Vây đuôi màu trắng, thùy trên có 4 - 6 và thùy dưới có 5 - 8 sọc xiên lớn màu nâu hoặc đỏ. Râu màu vàng. 